# Mistrzostwa Świata w Kajakarstwie 2011
Mistrzostwa Świata w Kajakarstwie 2011 – odbyły się w dniach 17-21 sierpnia 2011 w Segedynie. Była to 39. edycja mistrzostw, rozgrywanych po raz trzeci na Węgrzech. Poprzednie edycje odbyły się w 1998 i 2006, również w Segedynie. W imprezie wzięło udział około 1100 zawodników z 88 krajów.

## Końcowa tabela medalowa
| Miejsce | Państwo           | Złoto | Srebro | Brąz | Razem |
| ------- | ----------------- | ----- | ------ | ---- | ----- |
| 1       | Niemcy            | 6     | 2      | 3    | 11    |
| 2       | Węgry             | 6     | 1      | 3    | 10    |
| 3       | Kanada            | 3     | 0      | 0    | 3     |
| 4       | Rosja             | 2     | 6      | 3    | 11    |
| 5       | Polska            | 2     | 2      | 3    | 7     |
| 6       | Białoruś          | 1     | 3      | 4    | 8     |
| 7       | Azerbejdżan       | 1     | 3      | 0    | 4     |
| 8       | Hiszpania         | 1     | 1      | 2    | 4     |
| 9       | Rumunia           | 1     | 1      | 1    | 3     |
| 10      | Ukraina           | 1     | 0      | 3    | 4     |
| 11      | Litwa             | 1     | 1      | 0    | 2     |
| 12      | Austria           | 1     | 0      | 0    | 1     |
| 12      | Francja           | 1     | 0      | 0    | 1     |
| 12      | Nowa Zelandia     | 1     | 0      | 0    | 1     |
| 12      | Słowacja          | 1     | 0      | 0    | 1     |
| 16      | Wielka Brytania   | 0     | 3      | 0    | 3     |
| 17      | Szwecja           | 0     | 2      | 0    | 2     |
| 18      | Australia         | 0     | 1      | 2    | 3     |
| 19      | Bułgaria          | 0     | 1      | 1    | 2     |
| 20      | Czechy            | 0     | 1      | 0    | 1     |
| 20      | Stany Zjednoczone | 0     | 1      | 0    | 1     |
| 22      | Dania             | 0     | 0      | 1    | 1     |
| 22      | Norwegia          | 0     | 0      | 1    | 1     |
| 22      | Uzbekistan        | 0     | 0      | 1    | 1     |
| 22      | Włochy            | 0     | 0      | 1    | 1     |
| Razem   | Razem             | 29    | 29     | 29   | 87    |

## Medaliści

### Mężczyźni

#### Kanadyjki
| Konkurencja         | Złoto                                                                                       | Czas      | Srebro                                                                                      | Czas      | Brąz                                                                       | Czas      |
| C-1 200 m           | Wałentyn Demjanenko                                                                         | 39,339    | Iwan Sztyl                                                                                  | 39,573    | Alfonso Benavides                                                          | 39,687    |
| C-1 500 m           | Władimir Fiedosienko                                                                        | 1:46,647  | Dzianis Haraża                                                                              | 1:46,827  | Ołeksandr Maksymczuk                                                       | 1:47,679  |
| C-1 1000 m          | Attila Vajda                                                                                | 4:04,749  | David Cal                                                                                   | 4:06,045  | Vadim Menkov                                                               | 4:08,151  |
| C-1 5000 m          | Mychajło Koszman                                                                            | 23:23,823 | Lukáš Koranda                                                                               | 23:24,987 | José Luis Bouza                                                            | 23:55,173 |
| C-1 4 × 200 m relay | Rosja · Iwan Sztyl · Wiktor Malantiew · Aleksiej Korowaszkow · Jewgienij Ignatow            | 2:46,955  | Azerbejdżan · Sergiej Bezuglij · Maksim Prokopenko · Walentin Demiankienko · Andrij Krajtor | 2:48,341  | Niemcy · Stefan Holtz · Björn Wäschke · Stefan Kiraj · Sebastian Brendel   | 2:48,473  |
| C-2 200 m           | Litwa · Raimundas Labuckas · Tomas Gadeikis                                                 | 37,101    | Rosja · Wiktor Melantiew · Nikołaj Lipkin                                                   | 37,413    | Białoruś · Dzmitryj Rabczanka · Alaksandr Wauczecki                        | 37,599    |
| C-2 500 m           | Rumunia · Alexandru Dumitrescu · Victor Mihalachi                                           | 1:45,524  | Azerbejdżan · Sergiy Bezugliy · Maksym Prokopenko                                           | 1:46,178  | Niemcy · Peter Kretschmer · Kurt Kuschela                                  | 1:46,802  |
| C-2 1000 m          | Niemcy · Stefan Holtz · Tomasz Wylenzek                                                     | 2:42,643  | Azerbejdżan · Sergiy Bezugliy · Maksym Prokopenko                                           | 2:43,525  | Rumunia · Alexandru Dumitrescu · Victor Mihalachi                          | 2:43,837  |
| C-4 1000 m          | Białoruś · Dzianis Haraża · Dzmitryj Rabczanka · Dzmitryj Wajciszkin · Aliaksandr Wauczecki | 3:26,703  | Rumunia · Gabriel Gheoca · Catalin Costache · Mihail Simon · Florin Comanici                | 3:28,071  | Węgry · Mátyás Sáfran · Mihály Sáfrán · Henrik Vasbányai · Szabolcs Németh | 3:28,113  |

#### Kajaki
| Konkurencja         | Złoto                                                                   | Czas      | Srebro                                                                               | Czas      | Brąz                                                                      | Czas      |
| K-1 200 m           | Piotr Siemionowski                                                      | 34,770    | Edward McKeever                                                                      | 34,986    | Ronald Rauhe                                                              | 35,118    |
| K-1 500 m           | Marek Twardowski                                                        | 1:36,688  | Pawieł Miadzwiedzieu                                                                 | 1:37,174  | Jurij Postrygaj                                                           | 1:38,404  |
| K-1 1000 m          | Adam van Koeverden                                                      | 3:36,194  | Anders Gustafsson                                                                    | 3:39,488  | Eirik Verås Larsen                                                        | 3:39,818  |
| K-1 5000 m          | Max Hoff                                                                | 19:51,200 | Aleh Jurenia                                                                         | 20:07,953 | Maximilian Benassi                                                        | 20:11,936 |
| K-1 4 × 200 m relay | Hiszpania · Saúl Craviotto · Ekaitz Saies · Pablo Andrés · Carlos Pérez | 2:24,891  | Rosja · Wiktor Zawolski · Aleksandr Djaczenko · Jewgienij Sałachow · Michaił Tamonow | 2:25,701  | Dania · Casper Nielsen · Jimmy Bøjesen · Kasper Bleibach · Lasse Nielsen  | 2:25,821  |
| K-2 200 m           | Francja · Arnaud Hybois · Sébastien Jouve                               | 31,940    | Wielka Brytania · Liam Heath · Jonathon Schofield                                    | 32,156    | Białoruś · Raman Piatruszenka · Wadzim Machnieu                           | 32,390    |
| K-2 500 m           | Węgry · Dávid Tóth · Tamás Kulifai                                      | 1:28,134  | Litwa · Ričardas Nekrošius · Andrej Olijnik                                          | 1:28,524  | Polska · Denis Ambroziak · Dawid Putto                                    | 1:28,848  |
| K-2 1000 m          | Słowacja · Peter Gelle · Erik Vlček                                     | 3:20,626  | Szwecja · Markus Oscarsson · Henrik Nilsson                                          | 3:21,478  | Rosja · Witalij Jurczenko · Wasilij Pogrebn                               | 3:21,544  |
| K-4 1000 m          | Niemcy · Norman Bröckl · Robert Gleinert · Max Hoff · Paul Mittelstedt  | 2:47,734  | Australia · Jacob Clear · Murray Stewart · Dave Smith · Tate Smith                   | 2:48,724  | Rosja · Ilja Miedwiediew · Anton Wasiliew · Anton Riachow · Oleg Czestkow | 2:49,516  |

### Kobiety

#### Kanadyjki
| Konkurencja | Złoto                                                   | Czas     | Srebro                                        | Czas     | Brąz                                       | Czas     |
| C-1 200 m   | Laurence Vincent-Lapointe                               | 48,876   | Maria Kazakowa                                | 50,166   | Stanilija Stamienowa                       | 51,192   |
| C-2 500 m   | Kanada · Laurence Vincent-Lapointe · Mallorie Nicholson | 2:01,028 | Rosja · Anastazja Ganina · Natalia Marasanowa | 2:03,440 | Węgry · Kincső Takács · Gyöngyvér Baravics | 2:08,534 |

#### Kajaki
| Konkurencja         | Złoto                                                                       | Czas      | Srebro                                                                                   | Czas      | Brąz                                                                                 | Czas      |
| K-1 200 m           | Lisa Carrington                                                             | 39,998    | Marta Walczykiewicz                                                                      | 40,472    | Inna Osypenko-Radomska                                                               | 40,670    |
| K-1 500 m           | Nicole Reinhardt                                                            | 1:47,066  | Danuta Kozák                                                                             | 1:47,396  | Inna Osypenko-Radomska                                                               | 1:48,668  |
| K-1 1000 m          | Tamara Csipes                                                               | 4:11,388  | Krisztina Fazekas-Zur                                                                    | 4:13,470  | Naomi Flood                                                                          | 4:14,124  |
| K-1 5000 m          | Tamara Csipes                                                               | 22:19,816 | Lani Belcher                                                                             | 22:26,572 | Maryna Pautaran                                                                      | 22:37,294 |
| K-1 4 × 200 m relay | Niemcy · Conny Waßmuth · Nicole Reinhardt · Carolin Leonhardt · Tina Dietze | 2:49,541  | Rosja · Natalia Łobowa · Anastazja Siergiejewa · Natalia Proskurina · Swietłana Kudinowa | 2:50,207  | Polska · Marta Walczykiewicz · Karolina Naja · Aneta Konieczna · Ewelina Wojnarowska | 2:50,951  |
| K-2 200 m           | Węgry · Katalin Kovács · Danuta Kozák                                       | 37,667    | Polska · Karolina Naja · Magdalena Krukowska                                             | 38,165    | Australia · Joanne Brigden-Jones · Hannah Davis                                      | 38,369    |
| K-2 500 m           | Austria · Yvonne Schuring · Viktoria Schwarz                                | 1:37,071  | Niemcy · Franziska Weber · Tina Dietze                                                   | 1:37,275  | Polska · Beata Mikołajczyk · Aneta Konieczna                                         | 1:37,803  |
| K-2 1000 m          | Niemcy · Anne Knorr · Debora Niche                                          | 3:50,614  | Bułgaria · Berenike Faldum · Daniela Nedewa                                              | 3:50,950  | Węgry · Alíz Sarudi · Erika Medveczky                                                | 3:53,416  |
| K-4 500 m           | Węgry · Gabriella Szabó · Danuta Kozák · Katalin Kovács · Dalma Benedek     | 1:36,339  | Niemcy · Carolin Leonhardt · Silke Hörmann · Franziska Weber · Tina Dietze               | 1:37,521  | Białoruś · Iryna Pamiałowa · Nadzieja Papok · Wolha Czudzenka · Maryna Pautaran      | 1:37,887  |

### Niepełnosprawni
| Konkurencja            | Złoto                    | Srebro              | Brąz                  |
| K-1 200 m A mężczyzn   | Fernando Fernandes Padua | Aleksiej Małyszew   | Antonio De Diego      |
| K-1 200 m LTA mężczyzn | Iulian Serban            | Andrea Testa        | Mateusz Surwiło       |
| K-1 200 m TA mężczyzn  | Marcus Swoboda           | Tomasz Moździerski  | Bence Pál             |
| V-1 200 m TA mężczyzn  | Sándor Szabó             | Robert Balk         | Daniel Hopwood        |
| V-1 200 m LTA mężczyzn | Mahoney Patrick          | George Thomas       | Gerhard Bowitzky      |
| K-1 200 m LTA kobiet   | Christine Gauthier       | Silvia Elvira López | Marta Santos Ferreira |
| K-1 200 m TA kobiet    | Marta Santos Ferreira    | Christine Selinger  | Anna Pani             |
| V-1 200 m LTA kobiet   | Christine Selinger       | Brit Gottschalk     | Tami Hetke            |